# Theudebald (Bayern)
Theudebald (auch Theobald, Theodolt und Theudolt; † 719) war der jüngere Sohn des bairischen Herzogs Theodo II. und der Folchaid.
Theudebald regierte in den Jahren von 711 bis 717 als Mitregent seines Vaters über ein Teil-Stammesherzogtum Baiern-Passau oder -Salzburg, nachdem sein Vater Baiern unter seinen vier Söhnen aufgeteilt hatte. Verheiratet war Theudebald in erster Ehe mit Waltrat, und in zweiter mit Pilitrud. Theudebald hinterließ keine Nachkommen.
Er starb im Jahr 719, zwei Jahre nach dem Tod seines Vaters.